# 6996 Alvensleben
6996 Alvensleben eller 2222 T-2 är en asteroid i huvudbältet som upptäcktes den 29 september 1973 av den nederländsk-amerikanske astronomen Tom Gehrels och det nederländska astronomparet Ingrid van Houten-Groeneveld och Cornelis Johannes van Houten vid Palomarobservatoriet. Den är uppkallad efter Bertha von Alvensleben, släkting till astronomen Joachim Schubart.
Asteroiden har en diameter på ungefär 19 kilometer och den tillhör asteroidgruppen Cybele.